# 翁拜海峽
翁拜海峽（Selat Ombai）是印度尼西亞的海峽，連接北面的班達海和西南面的薩武海，同時把阿洛群島從小巽他群島的韋塔島、阿陶羅島和帝汶島分隔。
韋塔島、阿洛群島和西帝汶由印度尼西亞的東努沙登加拉省管轄，而阿陶羅島和帝汶島的東部由東帝汶管轄。
8°42′24″S 124°38′54″E / 8.70667°S 124.64833°E